# Discover Further Kansas
Discover Further Kansas es un EP de la banda estadounidense de rock progresivo Kansas y fue lanzado por Sony BMG Music Entertainment en 2007.
Este EP de cinco canciones forma parte de la colección Discover. Los temas enlistados en esta producción aparecen originalmente en los álbumes Kansas, Song for America, Leftoverture, Point of Know Return y Drastic Measures, los cuales fueron publicados entre 1974 y 1983.
Dos de las cinco melodías incluidas en Discover Further Kansas entraron en las listas del Billboard estadounidense.  Todas las canciones de este EP se encuentran en el álbum recopilatorio The Full Discover Package que se lanzó en el mismo año.

## Lista de canciones
| Side one |                                |                               |          |  |
| N.º      | Título                         | Escritor(es)                  | Duración |  |
| 1.       | «Song for America»             | Kerry Livgren                 | 10:03    |  |
| 2.       | «Fight Fire with Fire»         | John Elefante / Dino Elefante | 3:40     |  |
| 3.       | «Death of Mother Nature Suite» | Kerry Livgren                 | 7:43     |  |
| 4.       | «Portrait (He Knew)»           | Steve Walsh / Livgren         | 4:38     |  |
| 5.       | «Cheyenne Anthem»              | Walsh / Livgren               | 6:55     |  |

## Créditos
- Steve Walsh — voz, coros  y teclados (excepto en la canción «Fight Fire with Fire»)
- John Elefante — voz y teclados (en la canción «Fight Fire with Fire»)
- Kerry Livgren — guitarra y teclados
- Robby Steinhardt — voz, coros y violín (excepto en la canción «Fight Fire with Fire»)
- Rich Williams — guitarra
- Dave Hope — bajo
- Phil Ehart — batería